# BMW Série 3 Compact
La BMW Série 3 Compact est une automobile compacte produite par BMW en deux générations,  de 1993 à 2000 et de 2000 à 2004. Déclinée uniquement en 3 portes, elle repose sur le châssis des Séries 3 E36 et E46.
C'est la première BMW avec un hayon depuis la BMW Touring des années 1970. En 2004, elle est remplacée par la BMW Série 1.

## E36 (1993 - 2000)
Après la berline Série 3 (1990), le coupé (1991) et le cabriolet (1993), BMW crée une version « deux volumes » de la Série 3 E36, avec un hayon au lieu du capot de coffre : la Série 3 Compact (E36/5). Déclinée uniquement en berline 3 portes, elle concurrence les compactes de l'époque qui se font de plus en plus nombreuses, les Opel Astra, Ford Escort, Fiat Tipo, Volkswagen Golf, elle renoue aussi avec les BMW E10 des années 60/70 par ses dimensions (et par sa configuration 3 portes), la série 3 classique s'imposant dès l'E30 en 1982 comme une familiale à part entière et non plus comme une voiture à cheval sur ces deux catégories comme l'étaient les E10. La Série 3 Compact E36 était plus courte de 22 cm que la 4 portes et reprenait le train arrière de l'E30. Comme sur toutes les BMW de cette époque, ce sont les roues arrière qui sont motrices.

### Motorisations
- 316i : C'était le modèle d'entrée de gamme, équipé du moteur M43B16 donnant 102 ch.
- 316g : En 1995, BMW a été le premier constructeur automobile en Europe à proposer une voiture alimentée au gaz naturel. Son moteur M43B16 avait été  adapté à ce carburant. À cause du nombre très réduit des stations de distribution de gaz, elle ne sera vendue qu'en Allemagne, et seulement à quelques centaines d'exemplaires.
- 318ti : Moteur 4 cylindres 16 soupapes de 1,8 L (M42B18), puis 1,9 L (M44B19), de 140 ch. C'étaient les plus sportifs des 4 cylindres.(seule version vendue aux Etats-Unis)
- 318tds : Les clients avaient également la possibilité de choisir une version diesel, la BMW 318tds Compact. Le moteur turbo-diesel à 4 cylindres (M41D17) donnait 90 ch et était équipé d'un échangeur air-air à l'admission.
- 323ti : Arrivé en 1997, ce modèle était équipé du moteur M52B25, d'une cylindrée de 2.5l (et non pas un 2.3l comme l'indique son appellation) à 24 soupapes, bloc en aluminium, avec un système VANOS (à l'admission seulement), proposant 170 ch et 240 N m de couple. Il a apporté le lien tant attendu entre la série Compact et le moteur 6 cylindres en ligne. BMW a ainsi créé avec ce modèle une version plus puissante que la 318ti. On l'a surnommée « la M3 du pauvre », quoique les connaisseurs aient regretté l'absence d'un différentiel à glissement limité. C'est la dernière venue dans la gamme de la Série 3 Compact E36. Elle ne sera remplacée qu'en 2001 par la plus puissante mais plus lourde qu'est la 325ti (E46/5), après n'avoir été produite qu'à un peu plus de 15 000 exemplaires, qui ne seront vendus qu'en Europe et seulement avec la conduite à gauche.

## E46 (2000 - 2004)

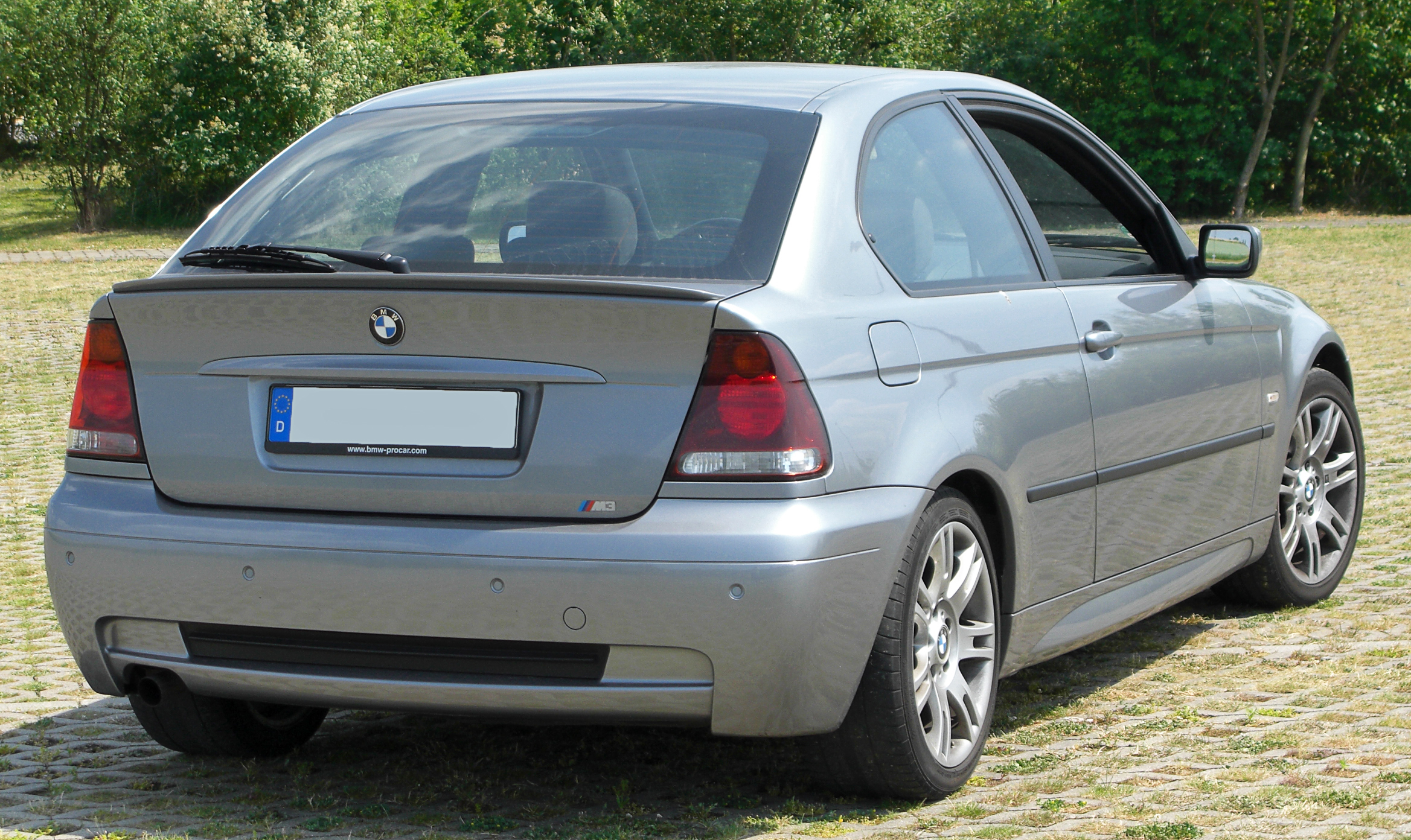

Ensuite, en Juin 2001, la Série 3 Compact a été renouvelée sur la base de la quatrième génération E46 de la Série 3 qui existait depuis 1998. Elle en reprend la plateforme, avec cette fois la suspension arrière « multibras », et une carrosserie presque entièrement spécifique, mais elle est alourdie de plus de 100 kg (1375kg a vide).
Vendue suivant plusieurs finitions, standard, pack, pack sport, pack M, les finitions intérieurs de série changeaient, comme le gps cartographique, régulateur de vitesses, jantes aluminium, phares xénon, toit ouvrant, climatisation automatique bi-zone, sellerie cuir etc, mais toujours avec l'ABS, l'antipatinage, la direction assistée hydraulique, deux airbags frontaux et latéraux de série. Les finitions extérieurs comme les par chocs changent seulement sur des versions pack M. Les versions TiA et TdA étaient la dénomination boite automatique.

Les nouveaux moteurs a Valvetronic sont installés dans les 316ti et 318ti, ce qui confère une plus grande plage de charge mais réduit la fiabilité de ces moteurs.

### BMW Série 3 Compact E46Motorisations
- 316ti : 4 cylindres essence N42B18a de 1 796 cm3, 115 ch.
- 318ti : 4 cylindres 16 soupapes N42B20a de 1 995 cm3 avec 143 ch.
- 325ti : C'est la version la plus puissante, avec le moteur M54B25, 6 cylindres 24 soupapes d'une cylindrée de 2 494 cm3 et une puissance de 192 ch, muni d'un double VANOS.
- 318td : 4 cylindres à injection directe M47, 115 ch et 280 N m de couple.
- 320td : 4 cylindres à injection directe M47N, 136/150 ch.

## Sport automobile
Une BMW 318i Compact a été exploitée par le Dörr motorsport en VLN et aux 24 Heures du Nürburgring.
Avec son châssis court et sa transmission en propulsion, de nombreuses séries 3 compact ont été utilisées en drift, notamment au Championnat de France de Drift FFSA en 2022 et 2023.